# 哥拉奇

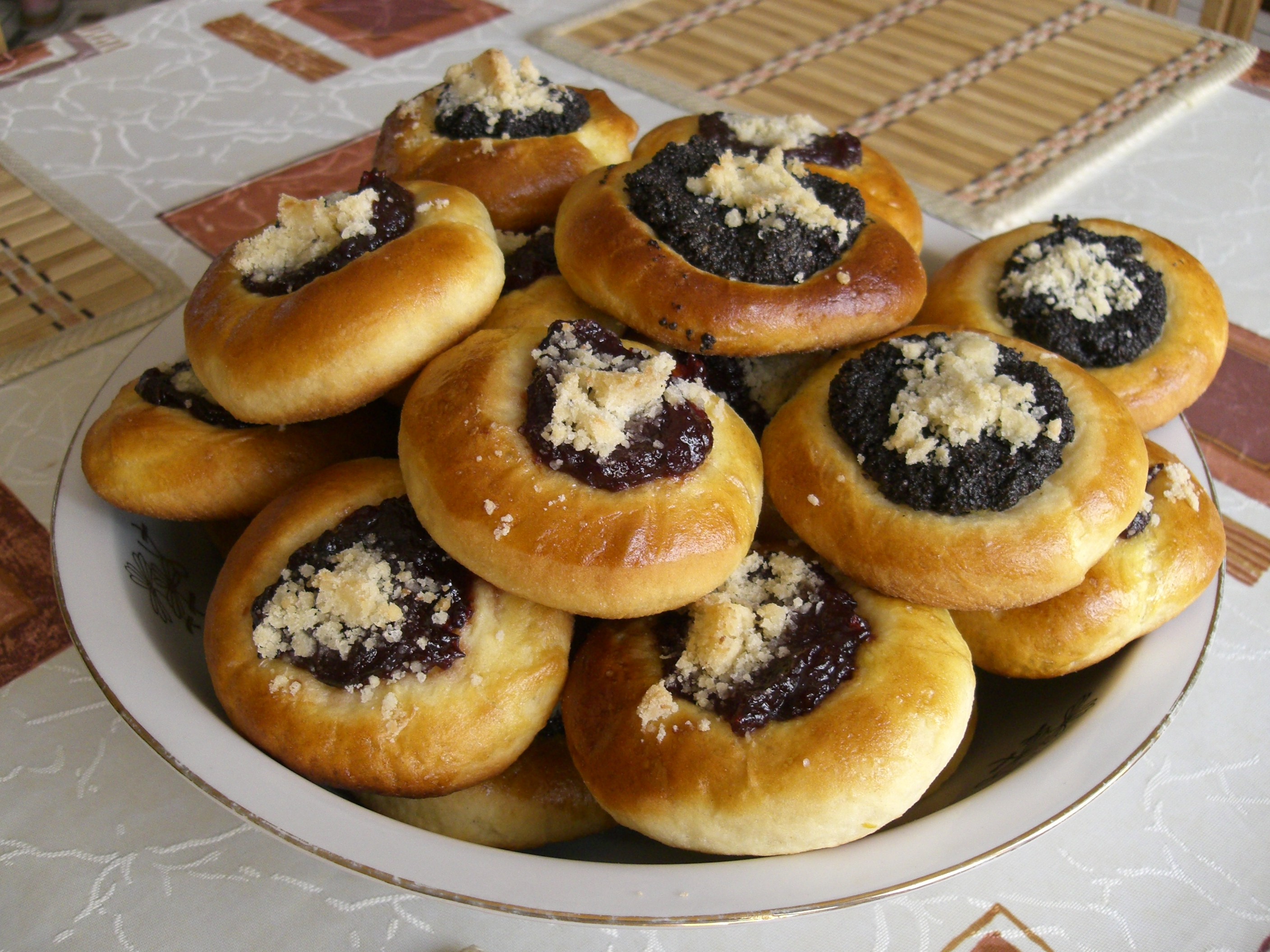
哥拉奇

哥拉奇（英文名字為kolache、kolace、kolach或kolacky，在捷克語與斯洛伐克語中，複數稱謂koláče）是一種以麵糰為主配以不同餡料的酥皮點心。餡料可以是水果甚至是奶酪，款色包羅萬有。哥拉奇本來是歐洲中部的甜點。現在在美國某些地方變得受歡迎。某些城市例如内布拉斯加州布拉格和德克薩斯州考德威爾會舉辦一年一度的哥拉奇節，而明尼蘇達州蒙哥馬利宣稱它是世界哥拉奇首都，並且每年都舉行哥拉奇日。
內布拉斯加州的弗迪格里都有同樣的宣稱，因為他們也有類似的節日。奧克拉荷馬州布拉格常被認為世界最大哥拉奇之鄉。
哥拉奇曾於2006年歐洲日歐洲咖啡館內代表捷克共和國。
在德克薩斯州與内布拉斯加州，幾間餐廳、麵包店專門製作哥拉奇。